# Relations entre la Croatie et la Norvège
Les relations entre la Croatie et la Norvège sont les relations extérieures entre la Croatie  et la Norvège.

## Histoire
Les deux pays ont établi des relations diplomatiques le 20 février 1992.
La Croatie a une ambassade à Oslo. La Norvège a une ambassade à Zagreb et un consulat honoraire à Rijeka.
Les deux pays sont membres à part entière du Conseil de l'Europe et de l'OTAN.